# Comuna Sjöbo
Sjöbo (Sjöbo kommun) este o comună din comitatul Skåne län, Suedia, cu o populație de 18.401 locuitori (2013).

## Geografie

### Zone urbane
Lista celor mai mari zone urbane din comună (anul 2015) conform Biroului Central de Statistică al Suediei:
| Nr | Zona urbană     | Pop.  |
| -- | --------------- | ----- |
| 1  | Sjöbo           | 7.910 |
| 2  | Blentarp        | 1.452 |
| 3  | Vollsjö         | 813   |
| 4  | Lövestad        | 636   |
| 5  | Karups sommarby | 388   |
| 6  | Sövde           | 363   |
| 7  | Bjärsjölagård   | 351   |
| 8  | Äsperöd         | 239   |

## Demografie
| \| Evoluția demografică în comuna Sjöbo, 1970–2015 \| Evoluția demografică în comuna Sjöbo, 1970–2015 \| Evoluția demografică în comuna Sjöbo, 1970–2015 \| Evoluția demografică în comuna Sjöbo, 1970–2015 \| Evoluția demografică în comuna Sjöbo, 1970–2015 \| \| ----------------------------------------------------------------------------------------------------- \| ----------------------------------------------- \| ----------------------------------------------- \| ----------------------------------------------- \| ----------------------------------------------- \| \| An \| \| \| Locuitori \| \| \| 1970 \| 1970 \| \| 13297 \| 13297 \| \| 1975 \| 1975 \| \| 14050 \| 14050 \| \| 1980 \| 1980 \| \| 15016 \| 15016 \| \| 1985 \| 1985 \| \| 15157 \| 15157 \| \| 1990 \| 1990 \| \| 16070 \| 16070 \| \| 1995 \| 1995 \| \| 16571 \| 16571 \| \| 2000 \| 2000 \| \| 16648 \| 16648 \| \| 2005 \| 2005 \| \| 17501 \| 17501 \| \| 2010 \| 2010 \| \| 18112 \| 18112 \| \| 2015 \| 2015 \| \| 18514 \| 18514 \| \| Sursa: SCB - Statistika Centralbyrån, Folkmängd efter region, civilstånd, ålder och kön. År 1968–2016 \| \| \| \| \| |      |  |           |       |
| Evoluția demografică în comuna Sjöbo, 1970–2015 |      |  |           |       |
| An |      |  | Locuitori |       |
| 1970 | 1970 |  | 13297     | 13297 |
| 1975 | 1975 |  | 14050     | 14050 |
| 1980 | 1980 |  | 15016     | 15016 |
| 1985 | 1985 |  | 15157     | 15157 |
| 1990 | 1990 |  | 16070     | 16070 |
| 1995 | 1995 |  | 16571     | 16571 |
| 2000 | 2000 |  | 16648     | 16648 |
| 2005 | 2005 |  | 17501     | 17501 |
| 2010 | 2010 |  | 18112     | 18112 |
| 2015 | 2015 |  | 18514     | 18514 |
| Sursa: SCB - Statistika Centralbyrån, Folkmängd efter region, civilstånd, ålder och kön. År 1968–2016 |      |  |           |       |